# Smac
「Smac」（スマック）は、SMAPの楽曲。同グループ33枚目のシングルとして2001年7月28日にビクターエンタテインメントから発売された。

## 概要
前作『らいおんハート』から11か月ぶり、13枚目のオリジナル・アルバム『S map〜SMAP 014』もあわせると9か月半ぶりの新作。SMAPが1991年にCDデビューして10周年となる節目を記念して発売された。Smacとは「SMAP Music Anniversary CD」の略。略称にSMAPのSが含まれているため、CDパッケージのどこにも「Smac / Smap」のようにアーティスト名のSMAPが書かれていない。過去にリリースしたシングルの歌詞やメロディーやフレーズを散りばめ、新しい1つの曲を成している。
ミュージック・ビデオはある場所に謎の5人の男たち（全員外国人）が集まり、街へ繰り出すというものである。5人のTシャツにメンバーの顔写真がプリントされており、曲に合わせて口が動くという内容になっている。
SMAPの単独A面シングルでは初めてカップリング曲が収録されていない。これは2016年に解散するまでSMAPがリリースした単独A面シングル全般を含め唯一である。
本作リリースから1ヶ月後に稲垣吾郎が駐車違反及び公務執行妨害で逮捕された後に4ヶ月間芸能活動休止するため、5人で披露された回数は少ない。この影響により2001年にSMAPが出したシングルは本作のみとなっている。
5人で披露した回数が少ないため中居はこの曲を忘れており、草彅は振りを忘れたと語っている。
本作は通常の水曜日ではなく土曜日のリリースとなっている。　
本作からラストシングル『Otherside/愛が止まるまでは』まで『友だちへ〜Say What You Will〜』と『弾丸ファイター』を除く全シングルにメンバー全員分のソロパートが与えられるようになった。

## 収録曲
1. Smac
作詞：森浩美, 作曲・編曲：渡辺未来, コーラスアレンジ:佐々木久美
全員にソロパートが与えられているが、木村のパートが最も多い。
2. Smac（music track）